# Cirratulus gilchristi
Cirratulus gilchristi är en ringmaskart som beskrevs av Francis Day 1961. Cirratulus gilchristi ingår i släktet Cirratulus och familjen Cirratulidae. Inga underarter finns listade i Catalogue of Life.